# Barrymore (cràter)
Barrymore és un cràter d'impacte en el planeta Venus de 56,6 km de diàmetre. Porta el nom d'Ethel Barrymore (1879-1959), actriu estatunidenca, i el seu nom va ser aprovat per la Unió Astronòmica Internacional el 1994.